# Universitat Politècnica de Catalunya
Die Universitat Politècnica de Catalunya (UPC, spanisch Universidad Politécnica de Cataluña ‚Polytechnische Universität von Katalonien‘) ist eine Technische Universität in Barcelona.
Der erste direkte Vorläufer der Universität war das 1968 gegründete Institut Politècnic Superior. Im März 1971 wurde darauf aufbauend die Universitat Politècnica de Barcelona gegründet, die dann 1984 wegen ihrer Verbreitung in der ganzen Region den heutigen Namen annahm.

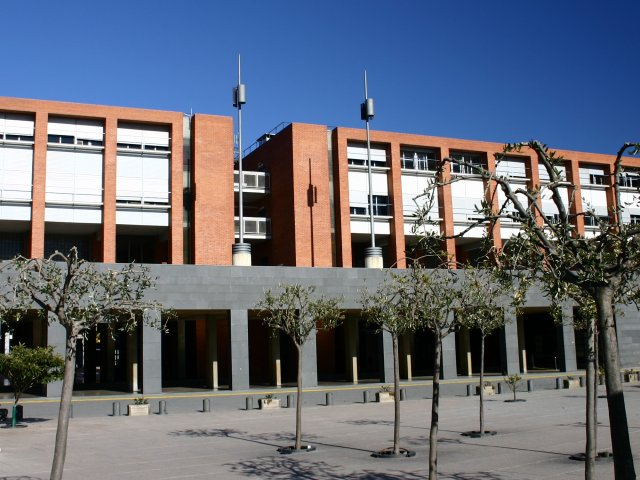
Campus Nord

Die UPC ist heute eine der größten technischen Universitäten Spaniens mit knapp 30.000 Studierenden sowie 2.500 Professoren und Wissenschaftlern. Sie hat 30 Fakultäten, deren Campus sich außer in Barcelona noch in Castelldefels, Manresa, Sant Adrià de Besòs, Sant Cugat del Vallès, Terrassa und Vilanova i la Geltrú befinden. Teil der UPC ist auch die Escola Tècnica Superior d’Arquitectura de Barcelona (ETSAB).
Auf dem Gelände der Universität befindet sich mit dem MareNostrum ein Supercomputer, der bei seiner Inbetriebnahme im Jahr 2004 auf Platz 4 der TOP500-Liste der weltweit leistungsstärksten Supercomputer stand.
Die Universität ist Mitglied des TIME-Netzwerkes, welches es den Studierenden ermöglicht, an einem Doppeldiplomprogramm mit führenden Universitäten im Ausland teilzunehmen. Zudem ist sie in weiteren internationalen Netzwerken aktiv, wie z. B. CESAER, CLUSTER, EUA, UNITECH International und UNITE!.